# Oenospila sinuata
Oenospila sinuata är en fjärilsart som beskrevs av Moore 1867. Oenospila sinuata ingår i släktet Oenospila och familjen mätare. Inga underarter finns listade i Catalogue of Life.